# Соловчук Василь
Васи́ль Соловчу́к (1894, с. Молодилів, Тлумацький повіт — 16 липня 1926, м. Париж) — український військовик, командант сотні скорострілів УСС.

## Життєпис
Народився 4 січня 1894 у селі Молодилів Товмацького повіту (тепер Отинійська селищна громада, Коломийського району, Івано-Франківської області).
Навчався у Львівському університеті на юридичному факультеті.
У 1914 році приєднався до УСС. Весною 1915 року брав участь у боях за гору Маківку. За відвагу на полі бою Василь отримав дві австрійські медалі за хоробрість: бронзову і срібну. 
У 1916 році отримав офіцерський ступінь хорунжого. Був одним із перших українців, хто пройшов армійський кулеметний вишкіл. Призначений командиром сотні скорострілів після боїв під Лисонею у 1916 році.
У червні 1917 потрапив до російського полону, з якого зумів втекти. (Деякі джерела помилково подають цей рік як дату його смерті). 
Приєнався до Галицько-Буковинський куреня Січових Стрільців. У листопаді-грудні 1918 року був командиром панцерника на якому їздив Симон Петлюра. Згодом призначений комендантом скорострільного коша Січових Стрільців. Був учасником походу на Київ, який здійснювали спільно Армії УНР та УГА. 
Навесні 1920 року очолював II-й відділ (військова розвідка) у штабі 6-ї дивізії Армії УНР під командою Марка Берзручка. Восени того ж року інтернований поляками у центральній Польщі. У 1921 році в місті Олександрів-Куявський стає одним із авторів періодичного видання «Український стрілець». Публікує стратегічну розвідку: «Німецький оперативний план літом 1914 р.». Був одним із ініціаторів упорядкування й розбудови українського цвинтаря в цьому таборі. 
У 1922 році вийшла його об'ємна публікація в Календарі «Червоної Калини» на 1923 рік про модерні способи ведення війни: танки, авіацію, підводні човни, хімічну зброю, радіозв'язок.
Несподівано помер 16 липня 1926 року в Парижі. Похоронений 5 серпня на місцевому цвинтарі «Пантен» (Cimetière Parisien de Pantin).

## Цікаві факти
Василь Соловчук став прообразом героя популярної пісні «Човен хитається серед води», яку написав Роман Купчинський.